# SN 1987K
SN 1987K – supernowa typu IIb odkryta 31 lipca 1987 roku w galaktyce NGC 4651. W momencie odkrycia miała maksymalną jasność 14,20m.